# Īslīces pagasts
Īslīces pagasts er en territorial enhed i Bauskas novads i Letland. Pagasten havde 4.084 indbyggere i 2010 og omfatter et areal på 104,20 kvadratkilometer. Hovedbyen i pagasten er Rītausmas.